# Johann Jakob Scheuchzer

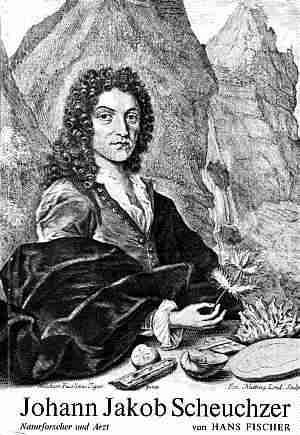
J.J. Scheuchzer, 1708.

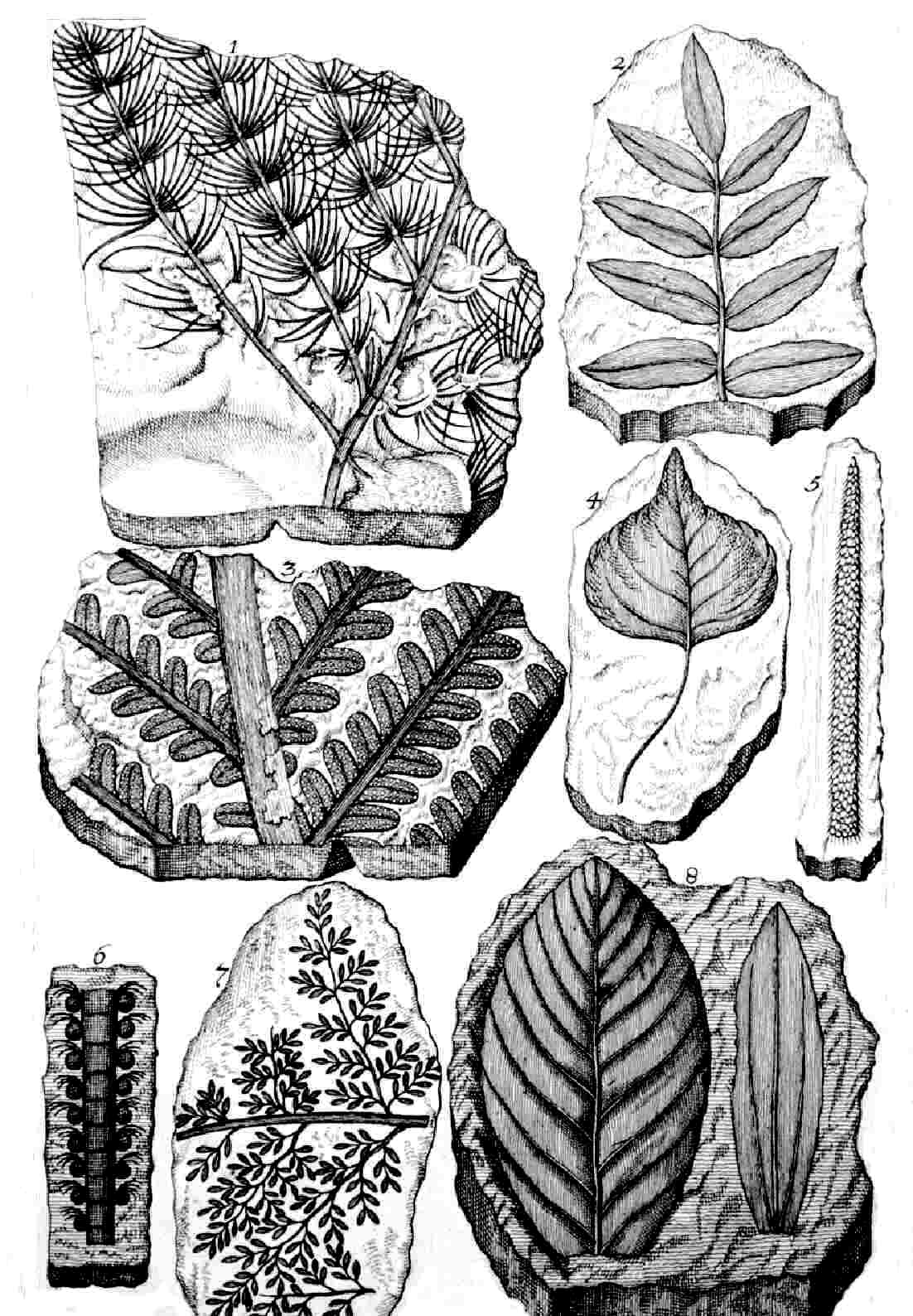
Ejemplo de imagen de Herbarium diluvianum

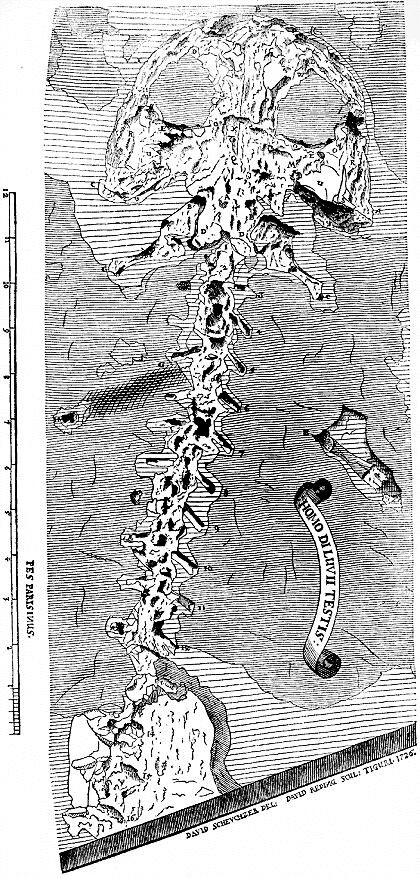
Andrias scheuchzeri

Johann Jakob Scheuchzer (Zúrich, 2 de agosto de 1672 - 23 de junio de 1733) fue un médico y naturalista suizo, conocido sobre todo por su interpretación de los fósiles como vestigios del diluvio universal (teoría del Diluvio).

## Biografía
Hijo de un médico municipal, Scheuchzer nació en Zúrich en 1672. Comenzó sus estudios de medicina en la Universidad de Altdorf, cerca de Núremberg en 1692. En 1693 fue a Utrecht donde obtuvo su doctorado en 1694. Ese mismo año, siguió los consejos de August Quirinus Rivinus, rector de la Universidad de Leipzig, y embarcó en una expedición a los Alpes para recolectar flora.
Cuando finalizó sus estudios, Scheuchzer trabajó en sociedades científicas y en las academias de la ciudad. En 1695, ocupó el puesto de Johann Jakob Wagner (médico del Orfanato de Zúrich y autor de Historia naturalis Helvetiae curiosa (Zúrich 1689)) cuando murió. Al mismo tiempo, fue director de la Biblioteca Municipal y de la Cámara de Artes y de Ciencias naturales, por lo que se decidió a explorar su pequeña patria a partir de 1714.
Armado con un vasto y detallado catálogo conteniendo más de 220 preguntas, se informó de la naturaleza y las condiciones meteorológicas a través de toda Suiza. Sobre todo trabajó en la educación popular refutando las leyendas populares. Entre 1705 y 1707 escribió un resumen de los resultados de sus estudios en Seltsamen Naturgeschichten des Schweizer-Lands wochentliche Erzehlung donde refutó la opinión que ciertos organismos eran obra del demonio. En 1701 publicó el primer libro de física en alemán, titulado Physica, oder Natur-Wissenschaft, que sirvió como un recurso para la educación popular.
Sus primeras medidas de altitud fueron importantes porque Scheuchzer utilizó instrumentos barométricos en vez de los cálculos trigonométricos. También consultó el médico municipal de Lucerna, Moritz Anton Kappeler, y su alumno Henri Hottinger, quien juntos establecieron el estudio de cristalografía moderna porque tenían notas observando la meteorología que le resultó útil a Scheuchzer para producir reportes meteorológicos.

## Honores
Se nombran en su honor
Dos montes de los Alpes berneses:
- "Scheuchzerhorn"
- "Scheuchzerjoch"

Carlos Linneo designa el género Scheuchzeria de la familia de Scheuchzeriaceae.

## Obra

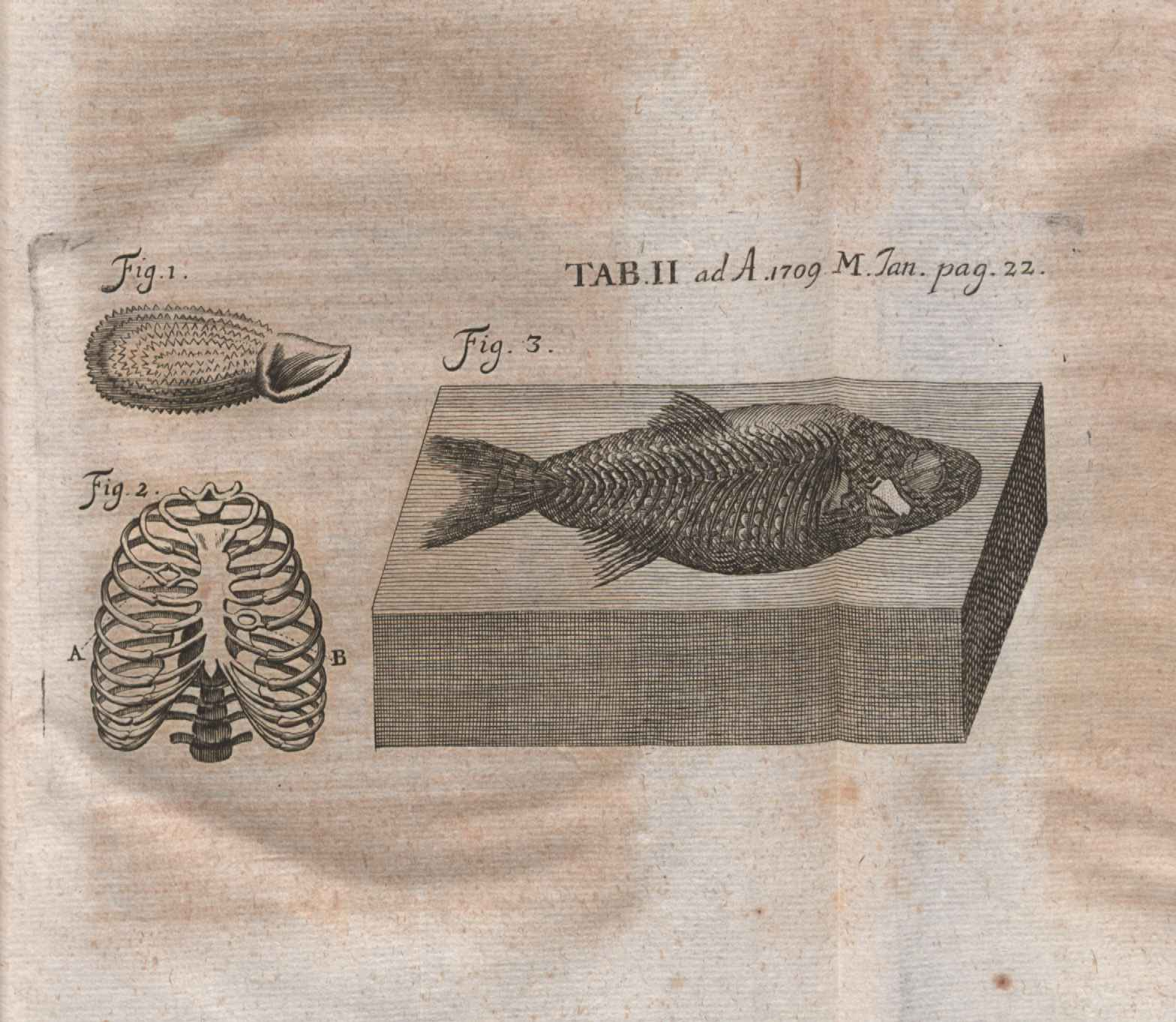
Ilustración del fósil de un pez en la reseña de Piscium querelae et vindiciae (1708) publicada en Acta eruditorum, 1709

- Physica, oder Natur-Wissenschaft, Zürich 1701
- Specimen lithografiae helveticae, Zürich 1702
- Seltsamen Naturgeschichten des Schweizer-Lands wochentliche Erzehlung, Zürich 1707
- Piscium Querelae et vindiciae, Zürich 1708
- Herbarium deluvianum, Zürich 1709
  - Herbarium diluvianum, 1723.
- Naturgeschichte des Schweitzer Landes, Zürich 1716
- Jobi physica sacra, Oder Hiobs Natur-Wissenschafft, vergliechen mit der Heutigen, Zürich 1721
- Homo diluvii testis, Zürich 1726
- Sceleton duorum humanorum petrefactorum pars, ex epistola ad H. Sloane, in Philosophical Transactions of the Royal Society 34, 1728
- Physica sacra, 4 v. Augsburg und Ulm 1731–35
- Ouresiphoites Helveticus, sive itinera per Helvetiae alpinas regiones

- La abreviatura «J.J.Scheuchzer» se emplea para indicar a Johann Jakob Scheuchzer como autoridad en la descripción y clasificación científica de los vegetales.[4]